# جسر شهر تشاي
جسر شهر تشاي (بالفارسية: پل شهر چای) هو جسر تاريخي يعود إلى عصر السلالة الصفوية، ويقع في مقاطعة ميانة.